# Момбелли, Николай Александрович
Николай Александрович Момбелли (12 [24] февраля 1823, Новозыбков — 14 [27] декабря 1902, Владикавказ) — русский офицер, активный участник кружка петрашевцев.
Родился в семье отставного подполковника, имел много сиблингов. В 1838 году поступил в Дворянский корпус, из которого был выпущен в чине прапорщика в лейб-гвардии Московский полк. Много читал, знал несколько языков. В сентябре 1846 года устраивал у себя еженедельные литературные вечера, где читались либеральные сочинения. Критиковал бесправное положение низших классов в стране и высказывал республиканские взгляды. На этих собраниях, как и позже у петрашевцев, безуспешно пытался уговорить участников создать тайное общество для занятия антиправительственной пропагандой. В феврале 1847 года прекратил собрания, после того как командовавший дивизией цесаревич Александр выказал ему своё неудовольствие таким занятием офицеров. С осени 1848 года Момбелли посещал собрания Михаила Петрашевского. Арестован в ночь на 23 апреля 1849 года, на тот момент имел звание поручика. Условия содержания в тюрьме Петропавловской крепости позже называл значительно лучшими, чем их описывали газеты. Приговорён к смерти, 22 декабря в первой тройке с Петрашевским и Николаем Спешневым поднялся на эшафот инсцинированной казни. 
Наказание Момбелли было заменено на 15 лет каторги. Работал, прикованный к тачке, на Александровском сереброплавильном заводе, где здоровье Момбелли было подорвано. По коронационному манифесту Александра II в 1856 году был освобождён и уехал в Оренбург. В следующем году получил разрешение вступить рядовым в Апшеронский полк, принимавший участие в Кавказской войне. В 1859 году Момбелли участвовал в штурме Гуниба. В 1860-х годах в чине прапорщика работал на штабной должности в Темир-Хан-Шуре, столице Дагестанской области. В тамошней относительно либеральной атмосфере чувствовал себя довольно комфортно, покупал литературу, в том числе запрещённую. Его взгляды со времён кружков немного смягчились, стал сторонником конституционной монархии. Получил репутацию «ходячей добродетели» и пользовался всеобщим уважением, от начальника области Меликова до местных жителей-горцев. В 1870-х годах поддерживал контакт с петрашевцем Фёдором Достоевским, бывал в Петербурге. Ушёл в отставку в звании майора, умер во Владикавказе в преклонном возрасте.
В фильме 1951 года «Тарас Шевченко» роль Момбелли сыграл Владимир Сошальский. Момбелли познакомился с Шевченко у Евгения Гребёнки в Петербурге середины 1840-х годов.